# Nel van Dijk
Petronella Bernardina Maria van Dijk, detta Nel (Tilburg, 22 ottobre 1952), è una politica olandese, membro di Sinistra Verde ed europarlamentare dal 1986 al 1998.

## Biografia

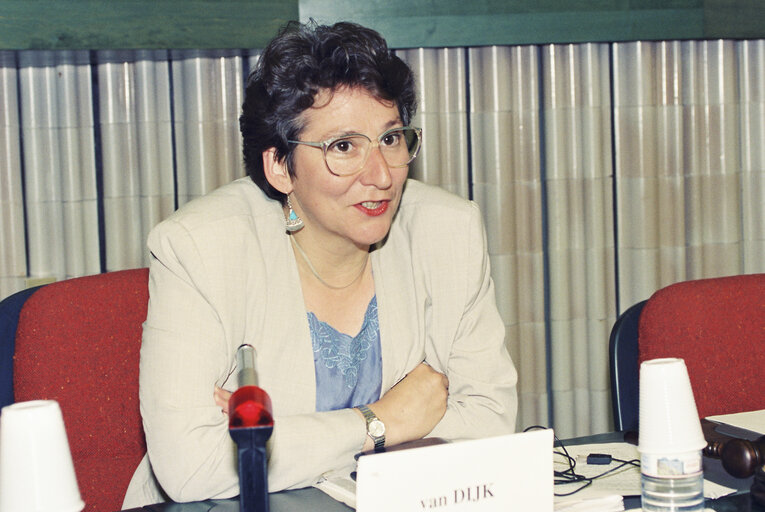
Nel van Dijk nel 1994

Nata a Tilburg, Nel van Dijk studiò presso la Hogere Burgerschool e successivamente trovò lavoro nell'industria siderurgica. Nel 1982 aderì al Partito Comunista dei Paesi Bassi e fu eletta agli Stati provinciali del Brabante Settentrionale, divenendo inoltre membro del consiglio di partito. Nel 1984 lasciò il lavoro nell'industria e il consiglio provinciale.
Nel 1987 divenne membro del Parlamento europeo per il Partito Comunista, che faceva parte della coalizione denominata Accordo Progressista Verde. All'interno di tale coalizione fu concordato che il mandato da europarlamentare sarebbe stato compiuto a metà da un esponente del Partito Politico dei Radicali e per l'altra metà da un esponente del Partito Comunista; per tale motivo, nel dicembre del 1986, Nel van Dijk subentrò ad Herman Verbeek.
Nella tornata elettorale del 1989 venne rieletta al Parlamento europeo, questa volta completando un mandato intero. Tra il 1992 e il 1994 fu presidente della commissione per i trasporti e il turismo. Durante questo periodo, si impegnò soprattutto per le tematiche ambientali: ad esempio, si espresse a favore di una rete transeuropea di acquedotti e di restrizioni al trasporto di sostanze chimiche e radioattive.
Nel 1994 divenne leader del partito Sinistra Verde (GroenLinks), in cui nel frattempo era confluito il Partito Comunista. Nel van Dijk fu l'unica esponente del partito ad ottenere un seggio in occasione delle elezioni europee del 1994. Nello stesso periodo, presiedette la commissione per i diritti delle donne. Fu un'accanita attivista per la legalizzazione dell'aborto in Europa e divenne nota anche per la sua lotta contro la corruzione e i privilegi dei parlamentari: non esitò ad utilizzare telecamere nascoste e a frugare nella spazzatura per scovare documenti riservati.
Nel 1998 lasciò il seggio per assumere l'incarico di direttrice dell'Ufficio nazionale per la discriminazione in base all'età e fu succeduta da Joost Lagendijk. Dal 2002 al 2007 fu presidente dell'Associazione Amici della Terra (Milieudefensie). Nel 2003 fu nominata direttrice dell'Istituto per la politica pubblica e la politica (IPP), per il quale fu responsabile del progetto Referendumwijzer per il referendum sulla Costituzione europea del 2005. Nell'ottobre 2010, l'IPP confluì nella Casa per la democrazia e lo stato di diritto, poi divenuta ProDemos, di cui Nel van Dijk fu vicedirettrice.
Continuò a restare attiva nel partito: presiedette ad esempio la commissione che si occupò dell'analisi della sconfitta elettorale di Sinistra Verde alle elezioni legislative del 2012.